# کابینت

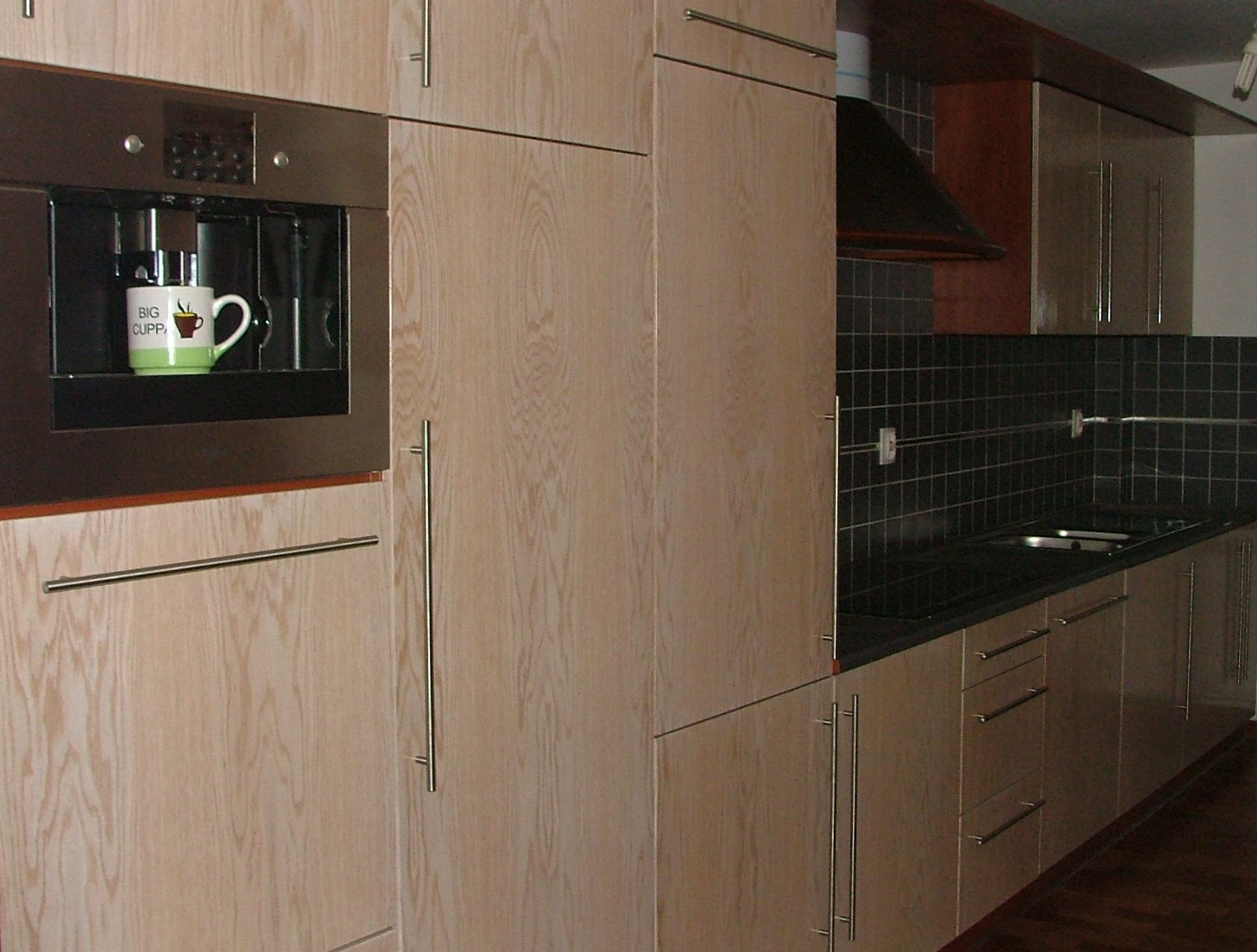
کابینت از جنس ام‌دی‌اف

کابینت (به فرانسوی: Cabinet) قفسه‌ای است که گاهی در حمام و اغلب در آشپزخانه برای نگهداری مواد غذایی، لوازم پخت‌وپز و ظروف استفاده می‌شود. کابینت‌ها در آشپزخانه‌های امروزی، اغلب بیشتر فضای بین یخچال، اجاق گاز و سینک ظرفشویی را اشغال می‌کنند؛ ولی در حمام‌ها، کابینت معمولاً به صورت تکی و فقط در بالای روشویی یا توالت و به منظور نگهداری هوله، دارو یا وسایل بهداشتی استفاده می‌شود.

## تاریخچه
کابینت به شکل امروزی، در اوایل قرن بیستم میلادی و ابتدا به صورت کمدهای تکی در آشپزخانه‌ها به کار گرفته شد. تا پیش از آن آشپزخانه‌ها دارای کابینت‌های ثابت و جاسازی شده و محل مشخصی برای اجاق گاز، یخچال و دیگر وسایل آشپزخانه نبودند و اغلب فعالیت‌های صورت گرفته شده در آشپزخانه (مانند آماده‌سازی مواد غذایی) بر روی میز وسط آشپزخانه انجام می‌شد.

## نقش کابینت در آشپزخانه
از کابینت جهت مدیریت بهتر فضای آشپزخانه با توجه به مثلث کار و با توجه به شرایط خاص مصرف‌کننده استفاده می‌شود. طراحی صحیح کابینت در آشپزخانه، موجب می‌شود تا فضای مفید و قابل استفاده آن آشپزخانه و سطح رفاه کاربر جهت پخت‌وپز و شست‌وشو ظروف افزایش یابد.

## انواع کابینت

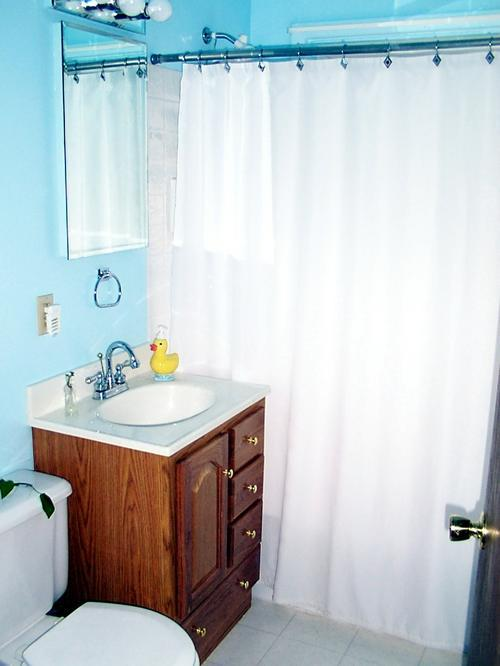
کابینت حمام

کابینت‌ها بسته به نوع مواد خام تولید، به کابینت‌های تولید شده از فلز، چوب، ام‌دی‌اف، های گلاس، پی‌وی‌سی، ممبران یا وکیوم، روکش چوب یا ترکیبی تقسیم می‌شوند.
از نظر نوع استفاده نیز کابینت‌ها به دو گروه کابینت آشپزخانه و کابینت روشویی (مخصوص سرویس بهداشتی) تقسیم می‌گردند.
مواد اولیه تولید کابینت‌های سرویس بهداشتی عموماً از پی وی سی می‌باشد؛ زیرا این ماده در مقابل رطوبت مقاومت کافی دارد.
کابینت کلاسیک: کابینت چوبی، کابینت ممبران، کابینت رومی
کابینت مدرن: کابینت‌های گلاس، کابینت فرامید، کابینت ام دی اف، کابینت ملامینه
کابینت نئوکلاسیک: کابینت پولیشی، کابینت انزو، کابینت پوششی

## طراحی کابینت‌ها
طراحی کابینت‌ها با توجه به تنوع آشپزخانه‌ها از نظر شکل طراحی (U شکل، L شکل، خطی، شبه‌جزیره‌ای و جزیره‌ای)، صورت می‌پذیرد. در هر حال در هنگام طراحی کابینت باید دقت نمود که جهت باز شدن در آن باید برخلاف جهت حرکت شخص استفاده‌کننده باشد. برای شروع طراحی کابینت شناخت نسبی از انواع سبک‌های معماری داخلی بسیار حائز اهمیت است.

## اجزای تشکیل دهنده کابینت

### صفحه کابینت
در حال حاضر پنج نوع صفحه کابینت در بازار ایران موجود است:
1. صفحه کابینت MDF
2. صفحه نئوپان، روکش HPL
3. صفحه MDF، روکش ملامینه
4. صفحه پلی وود (Ply Wood)، روکش HPL
5. صفحه سنگ مصنوعی تمام اکریلیک (Solid Surface)

### درب کابینت
ضخامت این درب‌ها ۱۶ میل و ۱۸ و ۱۹و ۲۰ و ۲۲ میل است که با روکش پی وی سی دارای ۶ تیپ و تنوع رنگی زیادی است. نوع دیگری از درب‌های کابینت نیزهای گلاس نام دارد. این درب‌ها همان مشخصات فوق را دارد ولی در رنگ‌آمیزی آن از رنگ‌های براق شبیه رنگهای تمام پلی‌استر (شیشه‌ای) استفاده شده که جذابیت خاصی در ترکیب کابینت ایجاد می‌کند.

### بدنه کابینت
در زمینه بدنه کابینت باید به دو نکته کلی توجه داشت:
1. جنس بدنه باید با روکش ملامینه باشد.
2. لبه بدنه با نوار پوشیده شده باشد.

در بازار ایران، کابینت‌ها در بعضی موارد با بدنه نئوپان و روکش کاغذ و نوار اطوئی ساخته می‌شود که در مجموع کیفیت مناسبی ندارد و استفاده از این نوع بدنه توصیه نمی‌شود. در واقع بهتر است جنس بدنه نیز از نوع ام دی اف انتخاب شود.

## افزونه‌ها برای کابینت مدرن
در طراحی آشپزخانه‌های امروزی، استفاده از افزونه‌های (اَکسسوری‌های) کاربردی برای کابینت نه تنها جنبهٔ زیبایی دارد، بلکه به افزایش کارایی، نظم و بهداشت فضا نیز کمک می‌کند. سه نمونه از مهم‌ترین تجهیزات مدرن کابینت عبارت‌اند از:
1. پریز توکار کابینت: این پریزها در سطح یا بدنهٔ کابینت پنهان می‌شوند و هنگام نیاز بیرون می‌آیند. با کمک آن‌ها می‌توان از آشفتگی کابل‌ها جلوگیری کرد، دسترسی ایمن و آسان به برق داشت، و ظاهر کمینه‌گرای آشپزخانه را حفظ کرد. برخی مدل‌ها دارای درگاه یواس‌بی یا شارژر بی‌سیم هستند.
2. سطل زباله کابینتی: این سطل‌ها در داخل یونیت‌های خاص، مانند زیر سینک ظرف‌شویی، نصب می‌شوند و با طراحی ریلی یا درب‌دار، دفع زباله را بهداشتی و منظم می‌کنند. امکان تفکیک زباله‌های مختلف از دیگر مزایای آن‌هاست.
3. سوپر مارکت کابینت: این تجهیزات که در انواع ایستاده و کشویی عرضه می‌شوند، به سازمان‌دهی مواد غذایی و وسایل آشپزی در فضای عمودی کابینت کمک می‌کنند. طراحی مقاوم و سیستم ریل نرم، دسترسی آسان و جلوگیری از بی‌نظمی را ممکن می‌سازد.[۱]

## مزایا و شرایط نگهداری کابینت ام‌دی‌اف
کابینت‌های آشپزخانه ام‌دی‌اف (MDF) به آسانی تمیز می‌شوند و به همین دلیل برای استفاده در آشپزخانه بسیار ایده‌آل و مناسب می‌باشند. هنگام خرید کابینت‌های جدید یا روکاری کابینت‌های قبلی، انتخاب‌های زیادی پیش رویتان قرار دارد. کابینت ام‌دی‌اف اغلب گزینه مقرون به صرفه‌ای می‌باشد که هم در آشپزخانه و هم در سرویس بهداشتی و حمام کاربرد دارد. ام‌دی‌اف از تخته‌های فیبر با دانسیته متوسط و پوششی از لایه نازکی از وینیل (Thermofoil)، تشکیل شده است اما می‌تواند طوری طراحی شود که بافت چوب را تداعی کند. اگر کابینت‌های ام‌دی‌اف را برای خانه تان مد نظر دارید، حتماً، مزایا و معایب (شرایط نگهداری) آن را در نظر بگیرید تا با آگاهی کامل تصمیم بگیرید که آیا انتخاب مناسبی برای طراحی کابینت آشپزخانه یا حمام تان می‌باشند یا خیر.[
کابینت پی‌وی‌سی: کابینت پی‌وی‌سی (pvc) تشکیل شده از ورق پلی وینیل کلراید و به این دلیل پی وی سی نامگذاری شده است. بکارگیری ورق پی وی سی در این نوع کابینت از اهمیت بالایی برخوردار است که برخی از موارد را توضیح می‌دهیم.
1. ورق‌های کابینت پی وی سی در برابر محیط‌های دارای رطوبت از مقاومت بالایی برخوردار است و موجب پوسیدگی نمی‌شود.
2. پی وی سی یک ماده عایق صدا، گرما و الکتریسیته است.
3. پی وی سی در برابر حرارت عایق خوبی دارد.
4. پی وی سی نسبت به کابینت چوبی ضد حشره است.
5. به علت چگالی پایین پی وی سی از وزن پایین‌تری نسبت به کابینت‌های چوبی و ام‌دی‌اف برخوردار است.
6. تولید و نصب پی وی سی نسبت به کابینت چوبی بسیار آسان و کم هزینه است.
7. نگهداری کابینت پی وی سی نسبت به کابینت چوبی بسیار آسان‌تر است.
8. ورق‌های پی وی سی دارای رنگ‌های متنوعی است و به این دلیل احتیاج به رنگ شدن مجدد ندارد.

از ورق‌های پلی وینیل کلراید در ساخت کابینت‌های حمام سرویس بهداشتی و سینک ظرف‌شویی استفاده می‌شود؛ و در دیگر قسمت‌های آشپزخانه کمتر از کابینت تمام پی وی سی استفاده می‌شود. بیشتر در محیط آشپزخانه از کابینت‌های ام دی اف با روکش پی وی سی استفاده می‌شود. کابینت پی وی سی تنها یک نقص دارد و اینکه قابل تجزیه نمی‌باشد و ممکن است به محیط زیست آسیب برساند.

## کابینت فلزی
استفاده از کابینت فلزی برای آشپزخانه از لحاظ آماده بودن کابینت و نصب سریع و نیز هزینه پایین می‌تواند مورد باشد. لیکن زنگ زدگی و عدم پایداری در برابر رطوبت بالای آشپزخانه از مواردی است. که باید مورد توجه قرار گیرد. جنس تمام چوب نیز از زیباترین نوع کابینتهای آشپزخانه محسوب می‌گردد که زمان بالا برای آماده‌سازی، جذب رطوبت و هزینه بالای اجرای آن از مواردی است که در انتخاب آن مؤثر است.

## نگارخانه

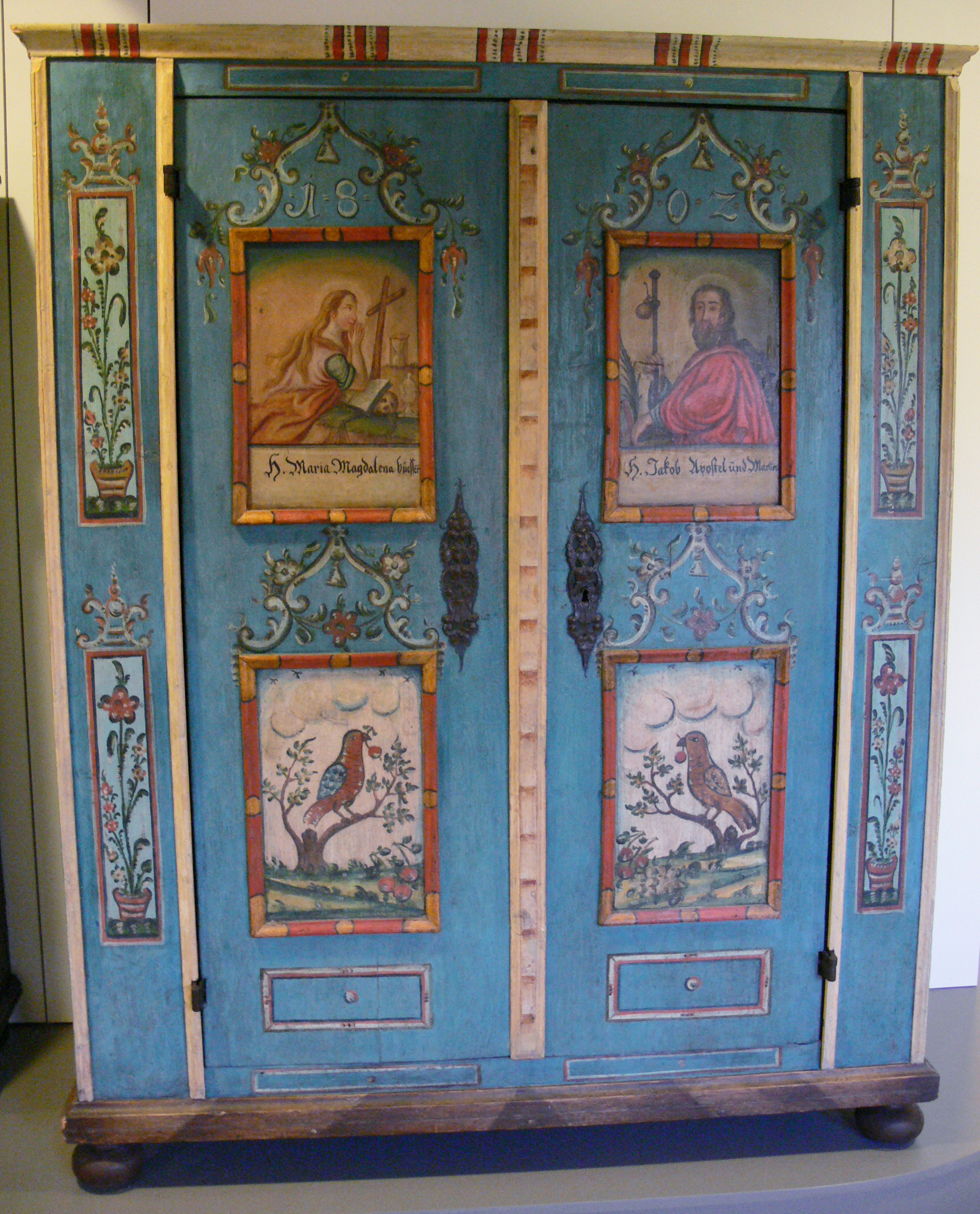
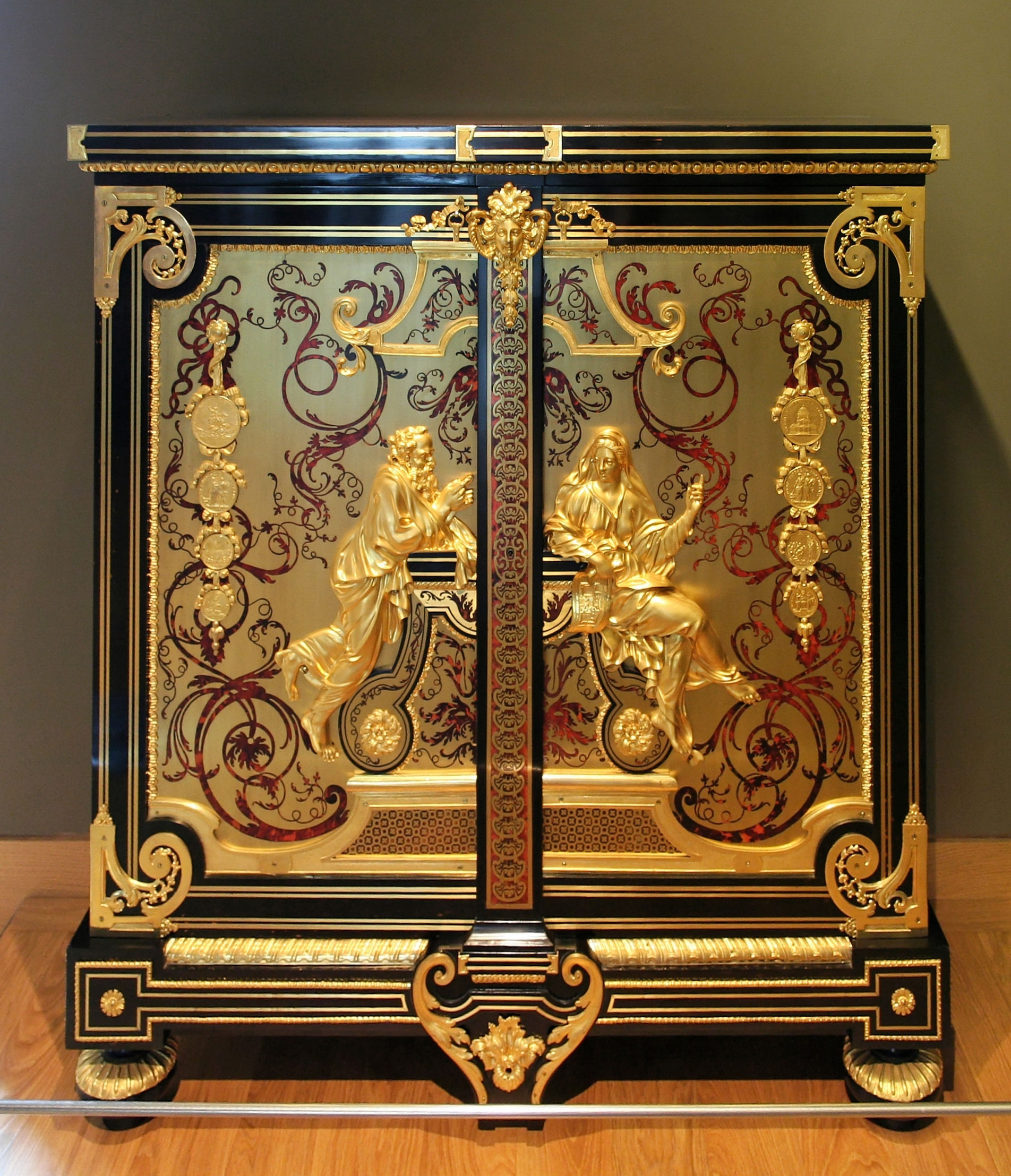
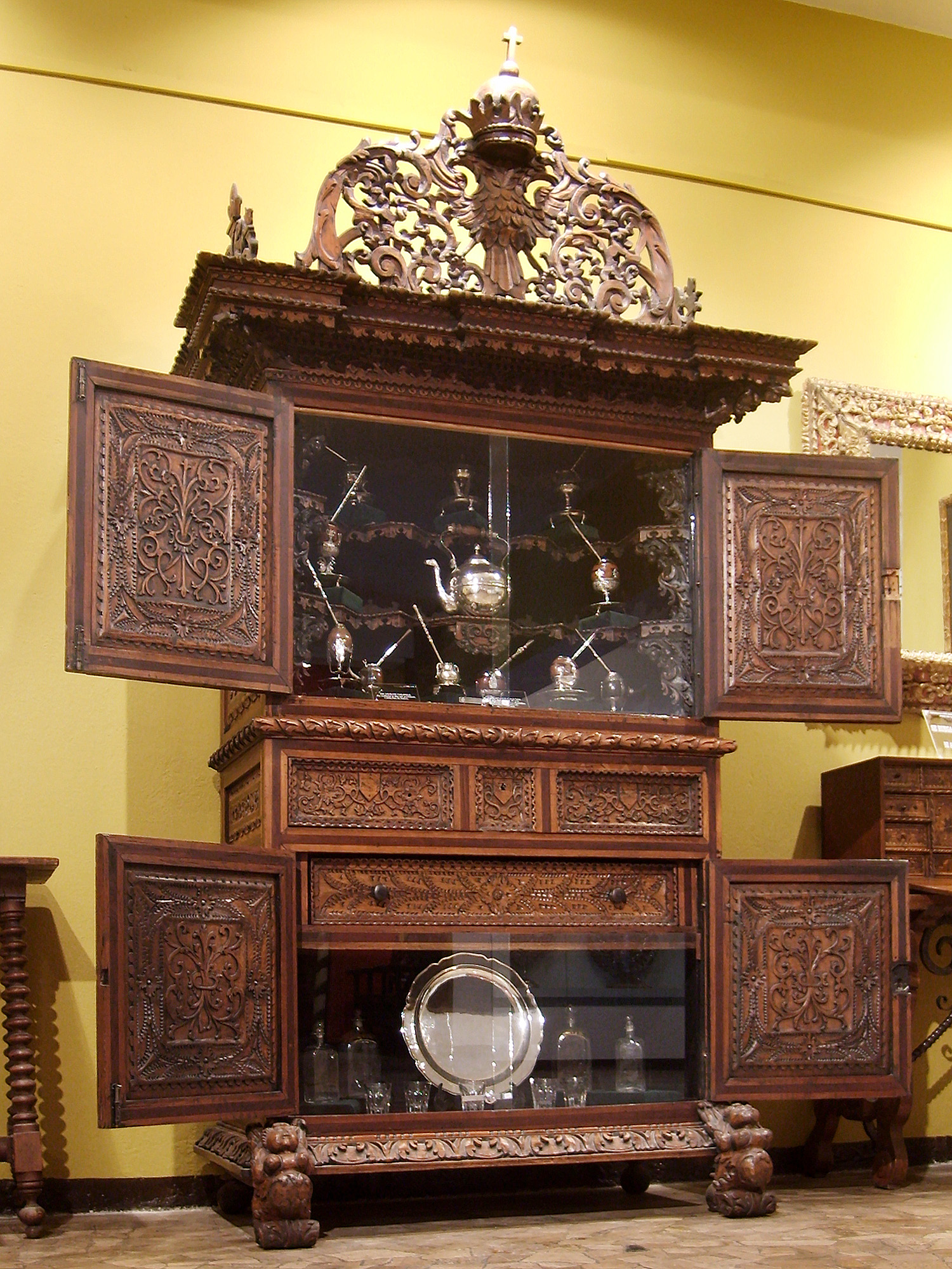
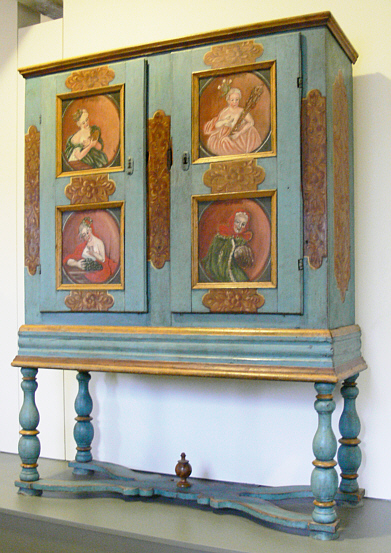
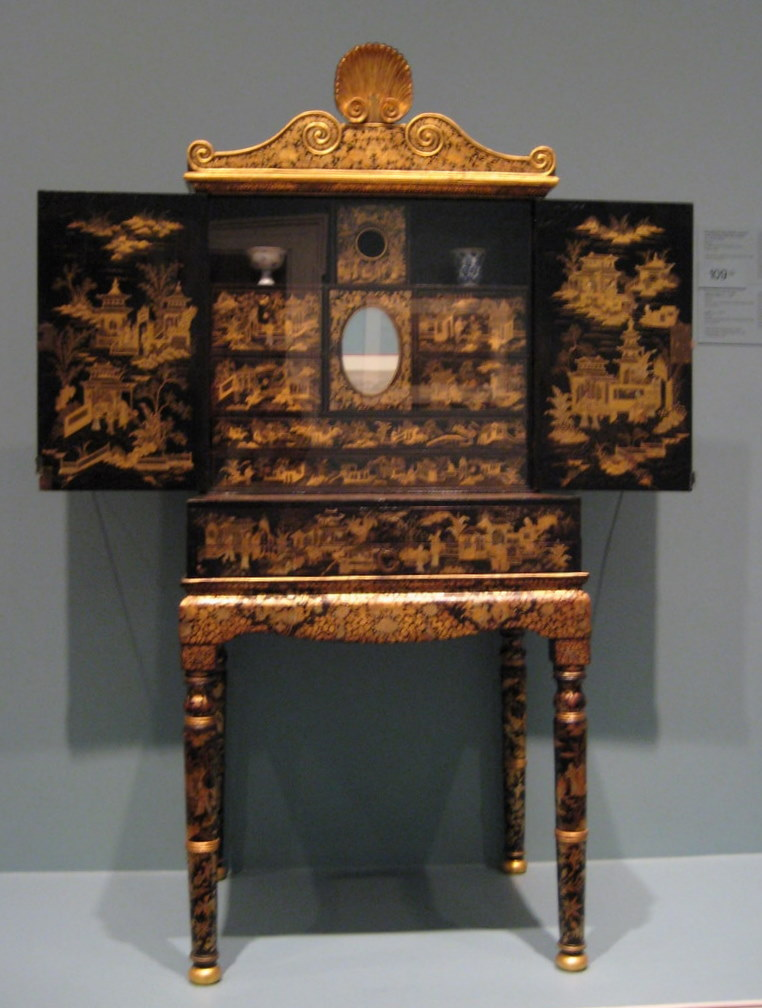